# Панов, Роман Юрьевич
Рома́н Ю́рьевич Панов (род. 29 августа 1971 года, Магнитогорск) — политик. Экс-замглавы Министерства регионального развития России. Стал известным благодаря скандалу с потенциальным хищением 93 миллионов рублей.

## Биография
С 1993 года по 1995 годы Панов работал инженером, а затем начальником бюро в предприятии «Металлургимпорт» (АО «Магнитогорский металлургический комбинат»).
С 1995 года по 1999 год работал начальником в финансовом отделе «Русской металлургической компании». В 1999 году он был повышен и до 2004 года был заместителем начальника Управления финансовых ресурсов. С 2004 года в течение года он уже был генеральным директором страховой компании СКМ.
В 2008 году стал заместителем губернатора Челябинской области и проработал на этой должности один год, после чего он стал заместителем министра регионального развития России.
В октябре 2012 года он избран председателем правительства Пермского края, но так и не успел вступить в должность.
9 ноября задержан ГУЭБиПК. 10 ноября 2012 года судом Москвы была выдана санкция на арест Панова из-за подозрения в воровстве 93 миллионов рублей.
Виктор Басаргин заявил, что нельзя считать Панова виновным до решения суда, и что он не сомневается в профессионализме Панова.
15 июня 2015 года приговорен к 6,5 годам лишения свободы.
27 июля 2017 года вышел на свободу по УДО.